# WGC Kampioenschap
Het WGC-CA Kampioenschap (Engels: WGC-CA Championship) is een van de vier golftoernooien van de World Golf Championships.

## Geschiedenis
Van 1999 tot en met 2006 werd het toernooi georganiseerd onder de naam WGC-American Express Championship en van 2007 tot en met 2010 onder de naam WGC-CA Championship. Vanaf 2011 wordt het toernooi georganiseerd onder de naam WGC-Cadillac Championship.
De organisatie is in handen van de International Federation of PGA Tours en het prijzengeld telt mee voor de Amerikaanse - en Europese PGA Tour. In het begin werd het toernooi gehouden in oktober, en tot en met 2006 stond het bekend als het WGC-American Express Championship.
Het toernooi kreeg in 2007 een nieuwe sponsor en de speeldatum werd verschoven naar maart. Het is sindsdien op de 'Blue Monster'-baan van de Doral Golf in Florida gespeeld.

## Het toernooi
Het kampioenschap wordt gespeeld over 72 holes. Het spelersveld wordt als volgt samengesteld:
- Top-50 spelers van de wereldranglijst
- Winnaars van de Order of Merit van de andere Tours van het afgelopen seizoen
- Top-30 van de PGA Tour van het afgelopen jaar en de Top-10 van het moment
- Top-20 van de European Tour van het afgelopen jaar en de Top-10 van het moment
- Top-3 van de Aziatische PGA Tour, de Japan Golf Tour, de PGA Tour of Australasia en de Sunshine Tour

Het aantal deelnemers is ongeveer 70 spelers, die allen de 72 holes spelen. Er is geen cut, iedereen verdient dus prijzengeld.

## Winnaars
| Jaar                                | Baan                                | Stad                                | Speler                              | Score                               | Score                               | Info                                     |
| WGC - American Express Championship | WGC - American Express Championship | WGC - American Express Championship | WGC - American Express Championship | WGC - American Express Championship | WGC - American Express Championship | WGC - American Express Championship      |
| ----------------------------------- | ----------------------------------- | ----------------------------------- | ----------------------------------- | ----------------------------------- | ----------------------------------- | ---------------------------------------- |
| 1999                                | Valderrama Golf Club                | Cádiz                               | Tiger Woods po                      | 278                                 | –6                                  | Won de play-off van Miguel Ángel Jiménez |
| 2000                                | Valderrama Golf Club                | Cádiz                               | Mike Weir                           | 277                                 | –7                                  |                                          |
| 2001                                | Bellerive Country Club              | Saint Louis                         | Geannuleerd wegens 9/11             | Geannuleerd wegens 9/11             | Geannuleerd wegens 9/11             | Geannuleerd wegens 9/11                  |
| 2002                                | Mount Juliet Golf Club              | Kilkenny                            | Tiger Woods                         | 263                                 | –25                                 |                                          |
| 2003                                | Capital City Club                   | Atlanta                             | Tiger Woods                         | 274                                 | –6                                  |                                          |
| 2004                                | Mount Juliet Golf Club              | Kilkenny                            | Ernie Els                           | 270                                 | –18                                 |                                          |
| 2005                                | TPC Harding Park                    | San Francisco                       | Tiger Woods po                      | 270                                 | –10                                 | Won de play-off van John Daly            |
| 2006                                | The Grove                           | Watford                             | Tiger Woods                         | 261                                 | –23                                 |                                          |
| WGC - Cadillac Championship         |                                     |                                     |                                     |                                     |                                     |                                          |
| 2007                                | Doral Golf Resort & Spa             | Miami                               | Tiger Woods                         | 278                                 | –10                                 |                                          |
| 2008                                | Doral Golf Resort & Spa             | Miami                               | Geoff Ogilvy                        | 271                                 | –17                                 |                                          |
| 2009                                | Doral Golf Resort & Spa             | Miami                               | Phil Mickelson                      | 269                                 | –19                                 |                                          |
| 2010                                | Doral Golf Resort & Spa             | Miami                               | Ernie Els                           | 270                                 | –18                                 |                                          |
| 2011                                | Doral Golf Resort & Spa             | Miami                               | Nick Watney                         | 272                                 | –16                                 |                                          |
| 2012                                | Doral Golf Resort & Spa             | Miami                               | Justin Rose                         | 272                                 | –16                                 |                                          |
| 2013                                | Doral Golf Resort & Spa             | Miami                               | Tiger Woods                         | 269                                 | –19                                 |                                          |
| 2014                                | Doral Golf Resort & Spa             | Miami                               | Patrick Reed                        | 284                                 | –4                                  |                                          |
| 2015                                | Doral Golf Resort & Spa             | Miami                               | Dustin Johnson                      | 279                                 | –9                                  |                                          |

| Toernooirecord |  | po = winnaar na play-off |

## Hole-in-ones
Tijdens dit toernooi is in de loop der jaren verschillende keren een hole-in-one gemaakt:
- 2000: Colin Montgomerie op hole 12 tijdens de tweede ronde op Valderrama
- 2000: Ángel Cabrera op hole 6 tijdens de derde ronde op Valderrama
- 2004: Thongchai Jaidee op hole 11 tijdens de tweede ronde op Mount Juliet
- 2005: Richard Green op hole 11 tijdens de eerste ronde op Harding Park
- 2005: Tom Lehman op hole 11 tijdens de derde ronde op Harding Park
- 2010: Robert Allenby op hole 13 tijdens de tweede ronde op de Blue Monster van Doral.